# 간지
을사(乙巳)년
간지(干支)는 십간(十干)과 십이지(十二支)를 조합한 것으로, 육십갑자(六十甲子)라고도 한다.
십간은 갑(甲), 을(乙), 병(丙), 정(丁), 무(戊), 기(己), 경(庚), 신(辛), 임(壬), 계(癸)를 말하며, 십이지는 자(子), 축(丑), 인(寅), 묘(卯), 진(辰), 사(巳), 오(午), 미(未), 신(申), 유(酉), 술(戌), 해(亥)를 말한다.
십간과 십이지를 조합하여 하나의 간지가 만들어지는데, 십간의 첫 번째인 '갑'과 십이지의 첫 번째의 '자'를 조합하여 '갑자'가 만들어지며, 그 다음으로 십간의 두 번째인 '을'과 십이지의 두 번째인 '축'이 결합하여 '을축'이 만들어진다. 이러한 순서로 병인, 정묘, 무진, 기사, 경오, ... , 계해의 순서로 만들어진다. 이렇게 되면, 양(陽)의 십이지는 항상 양의 천간과 결합하게 되고, 그 반대로 음(陰)의 십이지도 항상 음의 천간과 결합하게 된다.
그리고 연도뿐만 아니라 월(月)과 일(日)에도 간지가 부여되는데, 연도의 간지를 세차(歲次)라고 하고, 월의 간지를 월건(月建), 일의 간지를 일진(日辰)이라고 한다.
子丑寅卯辰巳午未申酉戌亥

## 천간
- 십간으로 연도의 일의 자리 숫자를 판정하기도 한다.

| 십간                       | 갑(甲)   | 을(乙)   | 병(丙)   | 정(丁)   | 무(戊)   | 기(己)   | 경(庚)   | 신(辛)   | 임(壬)   | 계(癸)   |
| 음양                       | 양(陽)   | 음(陰)   | 양(陽)   | 음(陰)   | 양(陽)   | 음(陰)   | 양(陽)   | 음(陰)   | 양(陽)   | 음(陰)   |
| 색상                       | 파랑(靑) | 파랑(靑) | 빨강(赤) | 빨강(赤) | 노랑(黃) | 노랑(黃) | 하양(白) | 하양(白) | 검정(黑) | 검정(黑) |
| 서기 연도의 일의 자리 숫자 | ###4     | ###5     | ###6     | ###7     | ###8     | ###9     | ###0     | ###1     | ###2     | ###3     |

사주팔자의 4개의 궁 안에서는 십간성이 단독 또는 지지와 함께 존재하게 된다. 시주성이 갑신(갑신시인 오후 3시 반에서 5시 반 사이에 출생)이라면 전반부(15:30~16:30)에 태어난 경우 갑목이 단독으로, 후반부 출생자라면 신금이 갑신주와는 따로 존재하는 것이다. 예를 들어 16:15 출생자라면 16:10까지가 일주궁에 해당하므로 갑목은 시주궁에 위치하고 갑신(갑신성의 경우 전체구간이 1시간인 갑목과는 달리 2시간 기준)은 월주궁에 위치하게 되어 외출시(시주궁은 문 밖의 먼 곳, 머물 곳으로 가는 "길" 등을 의미) 뿌리가 없는 갑목이 되어 사주 전체에 천간 경신금, 지지 신유술 및 사유축삼합으로 살기가 많을 경우 신경(갑목은 신경계 물상)이 날카로워지게 되며 심할 경우 대인기피증이 나타날 수도 있다.

## 십이지
| 십이지 | 자(子) | 축(丑) | 인(寅) | 묘(卯) | 진(辰) | 사(巳) | 오(午) | 미(未) | 신(申) | 유(酉) | 술(戌) | 해(亥) |
| 음양   | 양(陽) | 음(陰) | 양(陽) | 음(陰) | 양(陽) | 음(陰) | 양(陽) | 음(陰) | 양(陽) | 음(陰) | 양(陽) | 음(陰) |
| 오행   | 수(水) | 토(土) | 목(木) | 목(木) | 토(土) | 화(火) | 화(火) | 토(土) | 금(金) | 금(金) | 토(土) | 수(水) |
| 동물   | 쥐     | 소     | 호랑이 | 토끼   | 용     | 뱀     | 말     | 양     | 원숭이 | 닭     | 개     | 돼지   |

사주팔자 내의 천간이 남성이라면 지지는 여성이 된다. 반대로 일간 자신이 여성일 경우 지지는 남성 또는 드러나지 않은 자신의 내면이 된다. 대운에 형충운이 올 경우 예를 들어 일지가 술토인 경우 축토대운에 축술형으로 술토의 기물이 훼손되어 일지를 기반으로 하여 앉아있는 일간도 함께 영향을 받아 주변의 칠살성 등의 공격에 취약해지며 천간에 술토의 지장간인 무토 등을 비합하는 계수가 투간해 있는 경우 그 훼손 정도가 크게 된다.

## 간지 목록
| 순서 | 색상 | 간지 | 한국어 | 중국어 병음         | 일본어                 | 일본어                               | 베트남어              | 음양-오행-십이지 간의 조합 |
| 순서 | 색상 | 간지 | 한국어 | 중국어 병음         | 음독                   | 훈독                                 | 베트남어              | 음양-오행-십이지 간의 조합 |
| ---- | ---- | ---- | ------ | ------------------- | ---------------------- | ------------------------------------ | --------------------- | -------------------------- |
| 1    |      | 甲子 | 갑자   | jiǎzǐ 자쯔[*]       | かっし 갓시[*]         | きのえね 기노에네[*]                 | Giáp Tý 잡띠[*]       | 양(陽) - 목(木) - 자(子)   |
| 2    |      | 乙丑 | 을축   | yǐchǒu 이처우[*]    | いっちゅう 잇추[*]     | きのとのうし 기노토노우시[*]         | Ất Sửu 엇스우[*]      | 음(陰) - 목(木) - 축(丑)   |
| 3    |      | 丙寅 | 병인   | bǐngyín 빙인[*]     | へいいん 헤이인[*]     | ひのえとら 히노에토라[*]             | Bính Dần 빈전[*]      | 양(陽) - 화(火) - 인(寅)   |
| 4    |      | 丁卯 | 정묘   | dīngmǎo 딩마오[*]   | ていぼう 데이보[*]     | ひのとのう 히노토노[*]               | Đinh Mão 딘마오[*]    | 음(陰) - 화(火) - 묘(卯)   |
| 5    |      | 戊辰 | 무진   | wùchén 우천[*]      | ぼしん 보신[*]         | つちのえたつ 쓰치노에타쓰[*]         | Mậu Thìn 머우틴[*]    | 양(陽) - 토(土) - 진(辰)   |
| 6    |      | 己巳 | 기사   | jǐsì 지쓰[*]        | きし 기시[*]           | つちのとのみ 쓰치노토노미[*]         | Kỷ Tỵ 끼띠[*]         | 음(陰) - 토(土) - 사(巳)   |
| 7    |      | 庚午 | 경오   | gēngwǔ 겅우[*]      | こうご 고고[*]         | かのえうま 가노에우마[*]             | Canh Ngọ 까인응오[*]  | 양(陽) - 금(金) - 오(午)   |
| 8    |      | 辛未 | 신미   | xīnwèi 신웨이[*]    | しんび 신비[*]         | かのとのひつじ 가노토노히쓰지[*]     | Tân Mùi 떤무이[*]     | 음(陰) - 금(金) - 미(未)   |
| 9    |      | 壬申 | 임신   | rénshēn 런선[*]     | じんしん 진신[*]       | みずのえさる 미즈노에사루[*]         | Nhâm Thân 념턴[*]     | 양(陽) - 수(水) - 신(申)   |
| 10   |      | 癸酉 | 계유   | guǐyǒu 구이유[*]    | きゆう 기유[*]         | みずのとのとり 미즈노토노토리[*]     | Quý Dậu 꾸이저우[*]   | 음(陰) - 수(水) - 유(酉)   |
| 11   |      | 甲戌 | 갑술   | jiǎxū 자쉬[*]       | こうじゅつ 고주쓰[*]   | きのえいぬ 기노에이누[*]             | Giáp Tuất 잡뚜엇[*]   | 양(陽) - 목(木) - 술(戌)   |
| 12   |      | 乙亥 | 을해   | yǐhài 이하이[*]     | いつがい 이쓰가이[*]   | きのとのい 기노토노이[*]             | Ât Hợi 엇허이[*]      | 음(陰) - 목(木) - 해(亥)   |
| 13   |      | 丙子 | 병자   | bǐngzǐ 빙쯔[*]      | へいし 헤이시[*]       | ひのえね 히노에네[*]                 | Bính Tý 빈띠[*]       | 양(陽) - 화(火) - 자(子)   |
| 14   |      | 丁丑 | 정축   | dīngchǒu 딩처우[*]  | ていちゅう 데이추[*]   | ひのとのうし 히노토노우시[*]         | Đinh Sửu 딘스우[*]    | 음(陰) - 화(火) - 축(丑)   |
| 15   |      | 戊寅 | 무인   | wùyín 우인[*]       | ぼいん 보인[*]         | つちのえとら 쓰치노에토라[*]         | Mậu Dần 머우전[*]     | 양(陽) - 토(土) - 인(寅)   |
| 16   |      | 己卯 | 기묘   | jǐmǎo 지마오[*]     | きぼう 기보[*]         | つちのとのう 쓰치노토노[*]           | Kỷ Mão 끼마오[*]      | 음(陰) - 토(土) - 묘(卯)   |
| 17   |      | 庚辰 | 경진   | gēngchén 겅천[*]    | こうしん 고신[*]       | かのえたつ 가노에타쓰[*]             | Canh Thìn 까인틴[*]   | 양(陽) - 금(金) - 진(辰)   |
| 18   |      | 辛巳 | 신사   | xīnsì 신쓰[*]       | しんし 신시[*]         | かのとのみ 가노토노미[*]             | Tân Tỵ 떤띠[*]        | 음(陰) - 금(金) - 사(巳)   |
| 19   |      | 壬午 | 임오   | rénwǔ 런우[*]       | じんご 진고[*]         | みずのえうま 미즈노에우마[*]         | Nhâm Ngọ 념응오[*]    | 양(陽) - 수(水) - 오(午)   |
| 20   |      | 癸未 | 계미   | guǐwèi 구이웨이[*]  | きび 기비[*]           | みずのとのひつじ 미즈노토노히쓰지[*] | Quý Mùi 꾸이무이[*]   | 음(陰) - 수(水) - 미(未)   |
| 21   |      | 甲申 | 갑신   | jiǎshēn 자선[*]     | こうしん 고신[*]       | きのえさる 기노에사루[*]             | Giáp Thân 잡턴[*]     | 양(陽) - 목(木) - 신(申)   |
| 22   |      | 乙酉 | 을유   | yǐyǒu 이유[*]       | いつゆう 이쓰유[*]     | きのとのとり 기노토노토리[*]         | Ất Dậu 엇저우[*]      | 음(陰) - 목(木) - 유(酉)   |
| 23   |      | 丙戌 | 병술   | bǐngxū 빙쉬[*]      | へいじゅつ 헤이주쓰[*] | ひのえいぬ 히노에이누[*]             | Bính Tuất 빈뚜엇[*]   | 양(陽) - 화(火) - 술(戌)   |
| 24   |      | 丁亥 | 정해   | dīnghài 딩하이[*]   | ていがい 데이가이[*]   | ひのとのい 히노토노이[*]             | Đinh Hợi 딘허이[*]    | 음(陰) - 화(火) - 해(亥)   |
| 25   |      | 戊子 | 무자   | wùzǐ 우쯔[*]        | ぼし 보시[*]           | つちのえね 쓰치노에네[*]             | Mậu Tý 머우띠[*]      | 양(陽) - 토(土) - 자(子)   |
| 26   |      | 己丑 | 기축   | jǐchǒu 지처우[*]    | きちゅう 기추[*]       | つちのとのうし 쓰치노토노우시[*]     | Kỷ Sửu 끼스우[*]      | 음(陰) - 토(土) - 축(丑)   |
| 27   |      | 庚寅 | 경인   | gēngyín 겅인[*]     | こういん 고인[*]       | かのえとら 가노에토라[*]             | Canh Dần 까인전[*]    | 양(陽) - 금(金) - 인(寅)   |
| 28   |      | 辛卯 | 신묘   | xīnmǎo 신마오[*]    | しんぼう 신보[*]       | かのとのう 가노토노[*]               | Tân Mão 떤마오[*]     | 음(陰) - 금(金) - 묘(卯)   |
| 29   |      | 壬辰 | 임진   | rénchén 런천[*]     | じんしん 진신[*]       | みずのえたつ 미즈노에타쓰[*]         | Nhâm Thìn 념틴[*]     | 양(陽) - 수(水) - 진(辰)   |
| 30   |      | 癸巳 | 계사   | guǐsì 구이쓰[*]     | きし 기시[*]           | みずのとのみ 미즈노토노미[*]         | Quý Tỵ 꾸이띠[*]      | 음(陰) - 수(水) - 사(巳)   |
| 31   |      | 甲午 | 갑오   | jiǎwǔ 자우[*]       | こうご 고고[*]         | きのえうま 기노에우마[*]             | Giáp Ngọ 잡응오[*]    | 양(陽) - 목(木) - 오(午)   |
| 32   |      | 乙未 | 을미   | yǐwèi 이웨이[*]     | いつび 이쓰비[*]       | きのとのひつじ 기노토노히쓰지[*]     | Ất Mùi 엇무이[*]      | 음(陰) - 목(木) - 미(未)   |
| 33   |      | 丙申 | 병신   | bǐngshēn 빙선[*]    | へいしん 헤이신[*]     | ひのえさる 히노에사루[*]             | Bính Thân 빈턴[*]     | 양(陽) - 화(火) - 신(申)   |
| 34   |      | 丁酉 | 정유   | dīngyǒu 딩유[*]     | ていゆう 데이유[*]     | ひのとのとり 히노토노토리[*]         | Đinh Dậu 딘저우[*]    | 음(陰) - 화(火) - 유(酉)   |
| 35   |      | 戊戌 | 무술   | wùxū 우쉬[*]        | ぼじゅつ 보주쓰[*]     | つちのえいぬ 쓰치노에이누[*]         | Mậu Tuất 머우뚜엇[*]  | 양(陽) - 토(土) - 술(戌)   |
| 36   |      | 己亥 | 기해   | jǐhài 지하이[*]     | きがい 기가이[*]       | つちのとのい 쓰치노토노이[*]         | Kỷ Hợi 끼허이[*]      | 음(陰) - 토(土) - 해(亥)   |
| 37   |      | 庚子 | 경자   | gēngzǐ 겅쯔[*]      | こうし 고시[*]         | かのえね 가노에네[*]                 | Canh Tý 까인띠[*]     | 양(陽) - 금(金) - 자(子)   |
| 38   |      | 辛丑 | 신축   | xīnchǒu 신처우[*]   | しんちゅう 신추[*]     | かのとのうし 가노토노우시[*]         | Tân Sửu 떤스우[*]     | 음(陰) - 금(金) - 축(丑)   |
| 39   |      | 壬寅 | 임인   | rényín 런인[*]      | じんいん 진인[*]       | みずのえとら 미즈노에토라[*]         | Nhâm Dần 념전[*]      | 양(陽) - 수(水) - 인(寅)   |
| 40   |      | 癸卯 | 계묘   | guǐmǎo 구이마오[*]  | きぼう 기보[*]         | みずのとのう 미즈노토노[*]           | Quý Mão 꾸이마오[*]   | 음(陰) - 수(水) - 묘(卯)   |
| 41   |      | 甲辰 | 갑진   | jiǎchén 자천[*]     | こうしん 고신[*]       | きのえたつ 기노에타쓰[*]             | Giáp Thìn 잡틴[*]     | 양(陽) - 목(木) - 진(辰)   |
| 42   |      | 乙巳 | 을사   | yǐsì 이쓰[*]        | いっし 잇시[*]         | きのとのみ 기노토노미[*]             | Ất Tỵ 엇띠[*]         | 음(陰) - 목(木) - 사(巳)   |
| 43   |      | 丙午 | 병오   | bǐngwǔ 빙우[*]      | へいご 헤이고[*]       | ひのえうま 히노에우마[*]             | Bính Ngọ 빈응오[*]    | 양(陽) - 화(火) - 오(午)   |
| 44   |      | 丁未 | 정미   | dīngwèi 딩웨이[*]   | ていび 데이비[*]       | ひのとのひつじ 히노토노히쓰지[*]     | Đinh Mùi 딘무이[*]    | 음(陰) - 화(火) - 미(未)   |
| 45   |      | 戊申 | 무신   | wùshēn 우선[*]      | ぼしん 보신[*]         | つちのえさる 쓰치노에사루[*]         | Mậu Thân 머우턴[*]    | 양(陽) - 토(土) - 신(申)   |
| 46   |      | 己酉 | 기유   | jǐyǒu 지유[*]       | きゆう 기유[*]         | つちのとのとり 쓰치노토노토리[*]     | Kỷ Dậu 끼저우[*]      | 음(陰) - 토(土) - 유(酉)   |
| 47   |      | 庚戌 | 경술   | gēngxū 겅쉬[*]      | こうじゅつ 고주쓰[*]   | かのえいぬ 가노에이누[*]             | Canh Tuất 까인뚜엇[*] | 양(陽) - 금(金) - 술(戌)   |
| 48   |      | 辛亥 | 신해   | xīnhài 신하이[*]    | しんがい 신가이[*]     | かのとのい 가노토노이[*]             | Tân Hợi 떤허이[*]     | 음(陰) - 금(金) - 해(亥)   |
| 49   |      | 壬子 | 임자   | rénzǐ 런쯔[*]       | じんし 진시[*]         | みずのえね 미즈노에네[*]             | Nhâm Tý 념띠[*]       | 양(陽) - 수(水) - 자(子)   |
| 50   |      | 癸丑 | 계축   | guǐchǒu 구이처우[*] | きちゅう 기추[*]       | みずのとのうし 미즈노토노우시[*]     | Quý Sửu 꾸이스우[*]   | 음(陰) - 수(水) - 축(丑)   |
| 51   |      | 甲寅 | 갑인   | jiǎyín 자인[*]      | こういん 고인[*]       | きのえとら 기노에토라[*]             | Giáp Dần 잡전[*]      | 양(陽) - 목(木) - 인(寅)   |
| 52   |      | 乙卯 | 을묘   | yǐmǎo 이마오[*]     | いつぼう 이쓰보[*]     | きのとのう 기노토노[*]               | Ất Mão 엇마오[*]      | 음(陰) - 목(木) - 묘(卯)   |
| 53   |      | 丙辰 | 병진   | bǐngchén 빙천[*]    | へいしん 헤이신[*]     | ひのえたつ 히노에타쓰[*]             | Bính Thìn 빈틴[*]     | 양(陽) - 화(火) - 진(辰)   |
| 54   |      | 丁巳 | 정사   | dīngsì 딩쓰[*]      | ていし 데이시[*]       | ひのとのみ 히노토노미[*]             | Đinh Tỵ 딘띠[*]       | 음(陰) - 화(火) - 사(巳)   |
| 55   |      | 戊午 | 무오   | wùwǔ 우우[*]        | ぼご 보고[*]           | つちのえうま 쓰치노에우마[*]         | Mậu Ngọ 머우응오[*]   | 양(陽) - 토(土) - 오(午)   |
| 56   |      | 己未 | 기미   | jǐwèi 지웨이[*]     | きび 기비[*]           | つちのとのひつじ 쓰치노토노히쓰지[*] | Kỷ Mùi 끼무이[*]      | 음(陰) - 토(土) - 미(未)   |
| 57   |      | 庚申 | 경신   | gēngshēn 겅선[*]    | こうしん 고신[*]       | かのえさる 가노에사루[*]             | Canh Thân 까인턴[*]   | 양(陽) - 금(金) - 신(申)   |
| 58   |      | 辛酉 | 신유   | xīnyǒu 신유[*]      | しんゆう 신유[*]       | かのとのとり 가노토노토리[*]         | Tân Dậu 떤저우[*]     | 음(陰) - 금(金) - 유(酉)   |
| 59   |      | 壬戌 | 임술   | rénxū 런쉬[*]       | じんじゅつ 진주쓰[*]   | みずのえいぬ 미즈노에이누[*]         | Nhâm Tuất 념뚜엇[*]   | 양(陽) - 수(水) - 술(戌)   |
| 60   |      | 癸亥 | 계해   | guǐhài 구이하이[*]  | きがい 기가이[*]       | みずのとのい 미즈노토노이[*]         | Quý Hợi 꾸이허이[*]   | 음(陰) - 수(水) - 해(亥)   |

## 응용
십간과 십이지는 각각 10년과 12년마다 순환하며, 두 숫자의 최소공배수는 60으로, 하나의 간지는 60년마다 돌아오게 된다. 즉 태어나서 만60세 생일이 되는 해는 자신이 태어난 해와 같은 간지, 즉 갑자를 가진다고 하여, 환갑(還甲 - 갑자가 돌아옴) 혹은 회갑(回甲)이라고 한다.
또한, 십간은 10년을 주기로 순환하며, 이는 서력이 십진법을 쓰는 것과 연관지어 생각할 때, 연도의 마지막 숫자가 같은 해는 같은 십간, 즉 같은 천간을 가짐을 알 수 있다. 서기 4년이 갑(甲)임을 기억하면, 1994년, 2004년, 2014년, 2024년은 모두 갑의 해이다. 2004년을 기준으로 생각하면, 2006년은 병(丙)의 해임을 쉽게 계산할 수 있다. 또한 이 계산법은 특정 사건의 연도를 짐작게 하는데 도움을 준다.
십이지의 경우, 12년을 주기로 돌아오며, 특정 해, 혹은 자신의 생년으로부터 기산하면 쉽게 계산할 수 있다. 예를 들어, 최근의 1996년은 쥐의 띠로 자(子)의 해이다. 12년 주기로 돌아오므로 2008년 역시 자의 해이고, 2년 앞인 2006년은 술(戌), 즉 개의 띠이다. 이상의 기산법으로부터 2006년은 병술(丙戌)년임을 알 수 있다.
계산 예:
- 정묘호란 - 1999년은 기묘년이다. 그래서 60년전인 1939년 및 12년 간격의 1927년, 1951년이 모두 묘(卯)의 해임을 발견할 수 있다. 갑(甲)이 연도가 4로 끝나는 해이고 보면 정(丁)은 연도가 7로 끝나는 해임을 볼 때, 정묘호란은 1627년에 일어난 사건임을 계산할 수 있다.

## 계산법
천간 : 갑, 을, 병, 정, 무, 기, 경, 신, 임, 계를 끝자리 연도 4부터 시작하고, 10년 주기 고정
지지 : 자, 축, 인, 묘, 진, 사, 오, 미, 신, 유, 술, 해를 연도 12로 나눈 나머지를 4부터 시작, 12년 주기 고정

## 같이 보기
- 천간
- 지지
- 사주팔자
- 음양오행설
- 띠 (생초)